# Rząd Kurta Georga Kiesingera
Rząd Kurta Georga Kiesingera – 1 grudnia 1966 do 21 października 1969.
| Funkcja                                                                   | Imię i nazwisko                                                                          | Partia |
| ------------------------------------------------------------------------- | ---------------------------------------------------------------------------------------- | ------ |
| Bundeskanzler – Kanclerz Federalny                                        | Kurt Georg Kiesinger                                                                     | CDU    |
| Stellvertreter des Bundeskanzlers – Wicekanclerz Federalny                | Willy Brandt                                                                             | SPD    |
| Minister spraw zagranicznych                                              | Willy Brandt                                                                             | SPD    |
| Minister spraw wewnętrznych                                               | Paul Lücke (do 2 kwietnia 1968) Ernst Benda (od 2 kwietnia 1968)                         | CDU    |
| Minister sprawiedliwości                                                  | Gustav Heinemann (do 26 marca 1969) Gerhard Jahn (od 26 marca 1969)                      | SPD    |
| Minister finansów                                                         | Franz Josef Strauß                                                                       | CSU    |
| Minister gospodarki i technologii                                         | Karl Schiller                                                                            | SPD    |
| Minister rolnictwa, polityki żywnościowej i ochrony konsumentów           | Hermann Höcherl                                                                          | CSU    |
| Minister do spraw wewnątrzniemieckich                                     | Herbert Wehner                                                                           | SPD    |
| Minister pracy i polityki społecznej                                      | Hans Katzer                                                                              | CDU    |
| Minister obrony                                                           | Gerhard Schröder (polityk CDU)                                                           | CDU    |
| Minister transportu i budownictwa                                         | Georg Leber                                                                              | SPD    |
| Minister poczty i telekomunikacji                                         | Werner Dollinger                                                                         | CSU    |
| Minister ds. wypędzonych, uciekinierów i poszkodowanych przez wojnę       | Kai-Uwe von Hassel (do 5 lutego 1969) Heinrich Windelen (od 7 lutego 1969)               | CDU    |
| Minister spraw federalnych i stanowych                                    | Carlo Schmid                                                                             | SPD    |
| Minister ds. zagospodarowania przestrzennego, budownictwa i rozwoju miast | Lauritz Lauritzen                                                                        | SPD    |
| Minister ds. badań naukowych                                              | Gerhard Stoltenberg                                                                      | CDU    |
| Minister do spraw młodzieży, rodzin i zdrowia                             | Bruno Heck (do 2 października 1968) Aenne Brauksiepe (od 16 października 1968)           | CDU    |
| Minister skarbu państwa                                                   | Kurt Schmücker                                                                           | CDU    |
| Minister zdrowia                                                          | Käte Strobel                                                                             | SPD    |
| Minister ds. współpracy gospodarczej i rozwoju                            | Hans-Jürgen Wischnewski (do 2 października 1968) Erhard Eppler (od 16 października 1968) | SPD    |